# Tipula hewitti
Tipula hewitti är en tvåvingeart som beskrevs av Alexander 1919. Tipula hewitti ingår i släktet Tipula och familjen storharkrankar. Inga underarter finns listade i Catalogue of Life.